# N.GEN Racing
N.GEN Racing es un videojuego de simulación de vuelo de combate de aviones de 2000 desarrollado por Curly Monsters y publicado por Infogrames para PlayStation. El modo de juego consiste en que el jugador compita en carreras de vuelo.
El juego ha recibido críticas mayoritariamente positivas, con elogios para los gráficos y las opciones de personalización, pero críticas por el diseño de los niveles y los controles, con reacciones mixtas sobre la jugabilidad.

## Jugabilidad
En este juego, los jugadores compiten en carreras y usan las ganancias para agregar mejoras a sus aviones.
El juego cuenta con dos modos de juego: arcade y N.GEN. En el modo arcade juegas una serie de campeonatos. Ganar un campeonato te otorga acceso a uno superior. En el modo N.GEN se comienza con un avión pobre y se tiene que ganar dinero para mejorarlo y así poder participar en carreras más desafiantes y gratificantes. Se puede elegir entre controles arcade o profesionales.
Los aviones pueden disparar diversas armas, como misiles, cohetes y pistolas, a los oponentes. Hay 38 aviones para volar en 14 pistas diferentes.
Los aviones pueden disparar diversas armas, como misiles, cohetes y pistolas, a los oponentes. Hay 38 aviones para volar en 14 pistas diferentes.
En el modo de dos jugadores se puede jugar a Powerball. Aquí cada jugador tiene que intentar recoger la bola y sumar puntos volando a través de drones.

## Desarrollo
El juego se lanzó en una etapa avanzada del ciclo de vida de PlayStation.

## Recepción
| Recepción |              |
| --- | ------------ |
| Puntuaciones de reseñas Evaluador Calificación GameRankings 74% [ 5 ] Puntuaciones de críticas Publicación Calificación AllGame [ 6 ] Electronic Gaming Monthly 6.83/10 [ 7 ] Eurogamer 5/10 [ 8 ] GameFan 77% [ 9 ] Game Informer 7.25/10 [ 10 ] Game Revolution C+ [ 4 ] GameSpot 7.9/10 [ 11 ] IGN 7/10 [ 12 ] Official PlayStation Magazine (EEUU) [ 13 ] |              |
| Puntuaciones de reseñas |              |
| Evaluador | Calificación |
| GameRankings | 74%          |
| Puntuaciones de críticas |              |
| Publicación | Calificación |
| AllGame | [ 6 ]        |
| Electronic Gaming Monthly | 6.83/10      |
| Eurogamer | 5/10         |
| GameFan | 77%          |
| Game Informer | 7.25/10      |
| Game Revolution | C+           |
| GameSpot | 7.9/10       |
| IGN | 7/10         |
| Official PlayStation Magazine (EEUU) | [ 13 ]       |

El juego recibió críticas por encima de la media según el sitio web agregador de reseñas GameRankings. Doug Trueman de NextGen dijo que el juego "no estaba mal, pero no era lo que podría haber sido. Y olvídate de ver otros aviones mientras estás en el aire".
David Smith de IGN elogió la originalidad del juego, así como su profundidad y nivel de personalización. Smith también calificó las carreras más difíciles del juego como "intensas", pero criticó sus diseños de pistas "poco inspirados" y "predecibles". Miguel López de GameSpot calificó el juego como "innovador" y "una reinterpretación del género", elogiando aún más su juego de carreras de acción de ritmo rápido. Elogió su modo carrera "rico", llamándolo el "corazón del juego", así como sus esquemas de control normales y "pro", pero criticó la incapacidad de reasignar los controles debido a la ubicación "poco intuitiva" de los controles.
Shawn Sanders de GameRevolution elogió los gráficos del juego como "detallados" e "impresionantes para la Playstation", afirmando que "NGEN tiene algunos de los mejores gráficos y texturas de fondo que he visto en un título de PS en todo el año", elogiando además sus colores como "brillantes y vívidos", así como sus efectos de partículas y su iluminación "muy bien logrados". Sanders también elogió su "fluida y constante" velocidad de cuadros, pero a pesar de sus impresionantes gráficos y selección de aviones, criticó al juego por ser fundamentalmente "aburrido", y calificó su combate como "algo patético". Keith Ellis de Eurogamer elogió la capacidad del juego para personalizar los aviones, así como la capacidad de elegir entre esquemas de control normales y "pro"; también elogió los gráficos "muy bonitos" y "coloridos", pero señaló que "irritantemente" el avión del jugador se mezcla demasiado bien con el fondo, lo que hace que el jugador "sea superado por otro avión y no se dé cuenta hasta que vea que su posición en la carrera ha cambiado". A pesar de que los niveles posteriores se vuelven más difíciles y "frenéticos", Ellis expresó que se aburrió "mucho... demasiado rápido" debido a la música y la jugabilidad "repetitivas" del juego.